# Hanumanahalli, Madhugiri
Hanumanahalli là một làng thuộc tehsil Madhugiri, huyện Tumkur, bang Karnataka, Ấn Độ.